# Lexington Park
Lexington Park és una concentració de població designada pel cens dels Estats Units a l'estat de Maryland. Segons el cens del 2000 tenia 11.021 habitants.

## Demografia
Segons el cens del 2000, Lexington Park tenia 11.021 habitants, 3.923 habitatges, i 2.459 famílies. La densitat de població era de 532,6 habitants per km².
Dels 3.923 habitatges en un 41,8% hi vivien nens de menys de 18 anys, en un 43,9% hi vivien parelles casades, en un 14,7% dones solteres, i en un 37,3% no eren unitats familiars. En el 29,5% dels habitatges hi vivien persones soles el 2,1% de les quals corresponia a persones de 65 anys o més que vivien soles. El nombre mitjà de persones vivint en cada habitatge era de 2,65 i el nombre mitjà de persones que vivien en cada família era de 3,34.
Per edats la població es repartia de la següent manera: un 31,5% tenia menys de 18 anys, un 14% entre 18 i 24, un 39,3% entre 25 i 44, un 12,2% de 45 a 60 i un 3,1% 65 anys o més.
L'edat mediana era de 27 anys. Per cada 100 dones de 18 o més anys hi havia 120,5 homes.
La renda mediana per habitatge era de 39.214 $ i la renda mediana per família de 42.095 $. Els homes tenien una renda mediana de 30.762 $ mentre que les dones 24.155 $. La renda per capita de la població era de 17.605 $. Entorn del 9,9% de les famílies i l'11,9% de la població estaven per davall del llindar de pobresa.

## Poblacions més properes
El següent diagrama mostra les poblacions més properes.